# 英國皇家財產局
英國皇家財產局（英語：The Crown Estate，或譯王室地產）為一個以公司型態運作的實體，管理英國境內由英國君主持有的土地及物業，此資產為「君主的公共財產」，而非君主私人財產或政府財產。英國君主不參與這些財產的管理，對其僅擁有非常有限的控制。這些財產組合由半獨立的法人實體英國皇家財產局專員公署（Crown Estate Commissioners）監管，行使這些財產的「擁有者權利」，但並非「財產的所有者」。英國君主將這些世襲財產的收入讓與英國政府，作為免除為政府籌資的義務，這些收入交由英國財政部運作。英國皇家財產局向英国议会負責，並向君主提交年度報告，另將其副本送交下議院。